# Квантовополевая теория возмущений в статистической физике
Квантовополевая теория возмущений в статистической физике — метод исследования взаимодействующих систем в статистической физике основанный на приёмах, первоначально развитых для нужд физики элементарных частиц. Теория возмущений (ТВ) основана на пошаговом учёте возмущения, которое считается малым. На нулевом шаге это возмущение вовсе исключается, что соответствует идеализированной свободной (без возмущения) системе. На следующем шаге учитывается уже линейная по возмущению поправка к нулевому приближению, на втором шаге — квадратичная поправка и так далее. Конечно же, таким способом нельзя учесть вклад всех порядков в вычисляемую величину. Обычно ограничиваются несколькими первыми членами разложения и получают хорошее согласие с экспериментальными данными. Для уточнения вычислений необходимо учитывать следующие члены разложения. Очень успешно ТВ применяется в методе интегралов по траекториям

## Введение
Важным объектом в статистической физике является полная корреляционная функция. В формализме интегралов по траекториям n-точечная корреляционная функция определяется как

здесь {\displaystyle S(\phi )={\frac {H(\phi )}{k_{B}T}}} , {\displaystyle H(\phi )} — гамильтониан рассматриваемой системы, {\displaystyle k_{B}} — постоянная Больцмана, {\displaystyle T} — абсолютная температура, {\displaystyle \phi (x)} — случайное поле параметра порядка (например, отклонение плотности системы от средней). Заметим, что иногда {\displaystyle S(\phi )} называют «действием», но не следует путать его с настоящим действием. Корреляционные функции могут быть непосредственно измерены в экспериментах, например по рассеянию света на флуктуациях плотности
Вся физика системы диктуется видом и свойствами {\displaystyle S(\phi )}. Наиболее важная модель в статистической физике — модель {\displaystyle \phi ^{4}}, которая описывается действием вида:
предполагается, что все параметры здесь являются аналитическими функциями температуры. Эта модель хорошо описывает поведение жидкости и пара в окрестности критической точки, поведение магнетиков в окрестности точки Кюри и т. д.
Для вычисления корреляционных функций необходимо вычислять соответствующий континуальный интеграл с заданным действием либо производящий функционал. Ясно, что в общем случае это сделать невозможно. Точное аналитическое выражение можно получить лишь для квадратичных по полю действий, то есть в случае гауссова распределения. По этой причине здесь используется метод ТВ. Малым возмущением в рассматриваемой теории является член {\displaystyle g\phi ^{4}}.

## Проблема бесконечностей
Малость возмущения позволяет разложить экспоненту по степеням константы связи g и дальше вычислять уже континуальные интегралы с квадратичным гамильтонианом. Такие вычисления основаны на применении теоремы Вика и правил Фейнмана. Пользуясь ими рассмотрим 2-точечную корреляционную функцию:
В нулевом порядке ТВ по константе связи мы получим корреляционную функцию свободной теории:
 в первом порядке по g имеем: 
 тогда корреляционная функция в таком линейном приближении будет:

Все поправки строятся из пропагатора свободной теории {\displaystyle G_{2}^{0}(x_{1},x_{2})} и члена взаимодействия {\displaystyle g\phi ^{4}}. В импульсном представлении первой поправке по g соответствует член:
Видно, что этот интеграл расходится на больших импульсах — УФ (ультрафиолетовая) — расходимость. Если ввести параметр обрезания, то есть ограничить область интегрирования условием {\displaystyle |k|\leqslant \Lambda }, то {\displaystyle G_{2}^{1}(p)\sim {\Lambda }^{2}}.
Таким образом, видно, что уже на первом шаге ТВ появляются бесконечные выражения. В общем случае бесконечности могут появляться не только из за УФ-расходимостей интегралов, но также из-за ИК-расходимостей (на малых импульсах), коллинеарных расходимостей (из-за параллельности импульсов) и т. д. Они могут быть регуляризованны с помощью некоторых параметров, например {\displaystyle \Lambda }. В итоге вычисляемые выражения становятся зависимыми от этих неизвестных параметров регуляризации. Однако можно переопределить исходные поля и заряды, так что ответ не будет содержать регуляризатор. Технически это осуществляется добавлением к исходному (базовому) действию контрчленов, которые зависят от параметра регуляризации и заряда и сокращают все регуляризованные члены в каждом порядке по g, делая ответы конечными. Теория с таким исправленным действием называется ренормированной. Оказывается, что не всегда можно сократить расходимости в теории. Если число расходящихся вкладов конечно, то теория является суперперенормируемой, если их число бесконечно, но их можно сократить в каждом порядке, то теория перенормируема, если этого сделать нельзя теория неперенормируема. Модель {\displaystyle \phi ^{4}} является суперперенормируемой в размерностях пространства меньше 4, в 4х-мерье она перенормируема, в пространстве больших размерностей сократить все бесконечности нельзя. Вообще, принадлежность теории к той или иной категории определяется размерностью заряда.
Ещё один способ регуляризации заключается в сдвиге размерности пространства {\displaystyle 4\rightarrow 4-\epsilon }. В таком подходе расходящиеся части интегралов имеют вид полюсов по параметру {\displaystyle \epsilon }. Добавление контрчленов к базовому действию равносильно растяжению исходных (затравочных) параметров :

При вычислениях наиболее удобной является схема минимальных вычитаний или MS-схема (от Minimal Substractions). В ней величины {\displaystyle Z_{\phi },Z_{g},Z_{\tau }} являются функциями безразмерного g (размерность g «берёт на себя» ренормировочная масса {\displaystyle \mu }) и {\displaystyle \epsilon }. Эти величины имеют структуру 
 где {\displaystyle a_{ni}} числовые множители.

## Сходимость рядов
После ренормировки, каждый член ряда ТВ даёт конечный вклад. Следующая проблема, которую необходимо решать — сходимость полученного ряда.
Ясно, что конечность каждого вклада не влечет за собой конечность ряда ТВ. Для определения радиуса сходимости можно использовать признак Д’Аламбера: 
 здесь {\displaystyle C_{N}} — коэффициенты разложения какой-либо величины в ряд по g. Отсюда следует, что для определения радиуса сходимости достаточно знать асимптотическое поведение {\displaystyle C_{N}} при {\displaystyle N\rightarrow \infty }, то есть асимптотику высоких порядков (АВП).
Рассмотрим полную n-точечную корреляционную функцию, как функцию заряда g. Её разложение в ряд по g имеет вид:
 а коэффициенты разложения, в предположении аналитичности {\displaystyle G_{n}(g)}, определяются формулой:
 Это представление позволяет применить метод перевала для исследование АВП. Окончательное выражение для АВП коэффициентов разложения n-точечной корреляционной функции имеет вид: 
величины c(n), b(n) зависят только от n, a — константа, {\displaystyle F(x_{1},...,x_{n})} — некоторые функции. Видно, что ни о какой сходимости ряда ТВ говорить не приходится. В большинстве случаев ряды ТВ носят асимптотический характер.

## Разложения критических индексов
Несмотря на то, что появление УФ-расходимостей в ТВ приводит к некоторым трудностям, существует и положительная сторона этой ситуации. Как уже известно, в размерной регуляризации константы ренормировки Z имеют структуру полюсов по {\displaystyle \epsilon }. Оказывается, что вычеты в простых полюсах констант ренормировок содержат в себе всю информацию о критическом поведении модели, то есть о поведении в окрестности критической точки. Критические индексы непосредственно связаны с аномальными размерностями, которые определяются этими вычетами:
{\displaystyle \eta =2\gamma _{\phi }(g_{*}),1/\nu =2+\gamma _{\tau }(g_{*})}.
В таком подходе, критические индексы строятся в виде отрезков рядов по параметру. Как показывает анализ АВП такого {\displaystyle \epsilon }-разложения, коэффициенты этих рядов имеют такую же асимптотику (a, b(n), c(n), разумеется, отличаются), как и n-точечные корреляционные функции. Поэтому непосредственное суммирование таких {\displaystyle \epsilon } — разложений не имеет ни какого смысла, поскольку следующий член даёт больший вклад, чем предыдущий. Однако и факториально расходящиеся ряды можно просуммировать в обобщенном смысле и получить достаточно хорошие результаты, причём в конечных результатах следует класть {\displaystyle \epsilon =1}, если мы интересуемся трехмерными системами, либо {\displaystyle \epsilon =2} в двумерном случае. Отметим, что изначально критические индексы вычислялись в рамках теории среднего поля Ландау и плохо согласовывались с экспериментом. Ренормгрупповой подход ({\displaystyle \epsilon } — разложение) позволяет вычислять критические индексы с хорошей точностью.

## Суммирование по Борелю рядов теории возмущений
Теперь остановимся на методе, который позволяет просуммировать факториально-расходящиеся ряды.
Предположим, что некоторая функция
 имеет АВП вида {\displaystyle Q_{k}\sim k!k^{b}{(-a)}^{k}}. Тогда функцией Бореля {\displaystyle B(z)} функции {\displaystyle Q(z)} называется функция 

такая, что 
 причем 
 Справедливость этого утверждения основывается на теореме Ватсона, которая верна при условии аналитичности функции Q(z) в некотором секторе в комплексной плоскости переменной z. Как правило, в квантовой теории поля и статистической физики мы заранее не знаем аналитических свойств функции, для которой строим ряд ТВ, поэтому применимость теоремы Ватсона остается под вопросом.

Рассмотрим функцию {\displaystyle B(z)}, как функцию комплексной переменной z. Из определения коэффициентов её разложения следует, что соответствующая АВП будет иметь вид: 
 Отсюда следует, что в круге {\displaystyle |z|<1/a} ряд сходится к функции 
 где {\displaystyle \ r_{1},r_{2}} — константы. Обратим внимание, что контур интегрирования пересекает круг сходимости ряда {\displaystyle B(z)} и выходит за область аналитичности {\displaystyle B(z)}, поэтому для вычисления величины {\displaystyle Q(z)} необходимо строить аналитические продолжения для {\displaystyle B(z)} за область сходимости. Такие продолжения могут быть построены несколькими способами. Один из них — метод Паде' аппроксимант. Дополнительное требование на аппроксимации — отсутствие полюсов на оси интегрирования. Второй метод — метод конформных отображений
Таким образом, процедура пересуммирования заключается в переходе к сходящемуся ряду, вычислению его суммы и обратному преобразованию к исходной величине. Если применять этот метод к обычным сходящимся рядам с суммой S, то после борелевского суммирования получим тот же самый ответ S.

В качестве примера представлены значения некоторых критических индексов, полученных пересуммированием {\displaystyle \epsilon } — разложения (пятипетлевого) ({\displaystyle \epsilon }), высокотемпературным разложением (HT) и экспериментальным путём (E) для изотропного ферромагнетика:

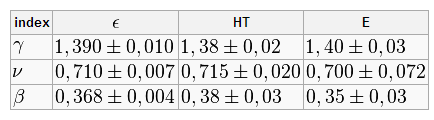
критические индексы.

Видно, что все методы вычисления критических индексов дают одинаковый результат в пределах погрешности. Таким образом, несмотря на то, что ряды ТВ являются асимптотическими, а формально малый параметр разложения в действительности оказывается порядка и даже больше единицы, результаты вычислений абсолютно объективны. Проверка пертурбативной КЭД для таких величин как лэмбовский сдвиг или аномальный магнитный момент дает рекордную на нынешний день точность согласования теории с экспериментом. Стандартная модель электрослабых взаимодействий физики элементарных частиц также демонстрирует удивительное совпадение вычислений, сделанных в рамках теории возмущений, с экспериментальными результатами. Однако, несмотря на всю свою эффективность, ТВ ограничена в области своей применимости. Эти ограничения связаны как с ростом сложности петлевых вычислений в каждом следующем порядке ТВ, так и с принципиальным отличием пертурбативного и непертурбативного спектров теории. В КХД не представляется возможным обойтись одними пертурбативными вычислениями в силу наличия явления конфайнмента и большой величины константы связи в инфракрасной области.